# 不動点

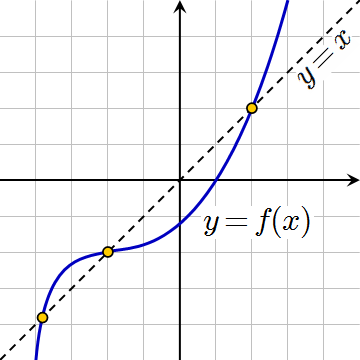
不動点を三つ持つ関数

数学において写像の不動点（ふどうてん）あるいは固定点（こていてん、英語: fixed point, fixpoint）とは、その写像によって自分自身に写される点のことである。

## 定義
x が写像 f の不動点であるとは、f(x) = x が成り立つときに言い、かつそのときに限る。たとえば f が実数全体で
{\displaystyle \ f(x)=x^{2}-3x+4}
によって定義される函数ならば、f(2) = 2 であるから、2 はこの函数 f の不動点である。
どんな写像でも不動点を持つわけではなく、たとえば f が実数全体で f(x) = x + 1 によって定義される函数ならば、どんな実数 xも x = x + 1 を満たすことはないから、これは不動点を持たない。函数のグラフを考えれば、不動点とは直線 y = x 上にある点 (x, f(x)) のことであり、同じことだが f のグラフと直線 y = x との共有点のことであると言うことができる。f(x) = x + 1 の例でいえば、この函数のグラフと直線 y = x は互いに平行であって、共有点を持たない。
有限回の反復で元の値に戻ってくる点は周期点として知られる。不動点は周期が 1 に等しい周期点である。

## 吸引的不動点

x_{n+1} = cos x_{n} で定義される数列 (x_{n})_{n} の、初期値 x_{1} = −1 に関する不動点反復の様子。

像 f の吸引的不動点（きゅういんてきふどうてん、attractive fixed point）とは、f の不動点 x0 で、x0 の十分近くにある定義域内の任意の値 x について反復関数列
{\displaystyle x,\ f(x),\ f(f(x)),\ f(f(f(x))),\ldots }
が x0 に収束するものをいう。どのくらい近ければ「十分近く」であるかは場合によっては微妙な問題である。
自然余弦関数（「自然」というのは単位が ° ではなくラジアンであるという意味） はちょうどひとつだけの吸引的な不動点を持つ。この場合「十分近く」というのはとてもゆるい基準であって、ためしに例えば函数電卓でもって好きな実数を入力して cos ボタンを繰り返し押してみれば、瞬く間に不動点である約 0.73908513 に収束してしまう。つまりそこがグラフと直線 y = x が交差する点である。
これはドッティ数と呼ばれる。
必ずしも全ての不動点が吸引的であるわけではなく、たとえば x = 0 は函数 f(x) = 2x の不動点だが、0 以外の値ではどれもこの函数の反復によって急速に発散してしまう。しかしながら、函数 f が不動点 x0 の適当な開近傍で連続的微分可能かつ |f′(x0)| < 1 であるならば、吸引性は保証される。
吸引的不動点はより広い数学的概念であるアトラクターの特別の場合である。吸引的不動点はそれがリアプノフ安定であるとき、安定不動点 (stable fixed point) であるといわれる。また、不動点が中立安定不動点 (neutrally stable fixed point) であるとは、それがリアプノフ安定だが吸引的でないときにいう。二階斉次線型微分方程式の中心は中立安定不動点の例である。

## 不動点の存在定理
数学の異なる分野で、特定の条件を満たす写像が少なくとも一つの不動点を持つというような、不動点の存在を保証する定理がいくつか存在する。そのような不動点定理は、一般論において有益な視座を与えてくれる最も基本的な定性的な結果のひとつとして利用される。

## 収束性
収束の形式的な定義は以下のように述べることができる。(pn)0≤n<∞ を p に収束し、任意の n について pn ≠ 0 なる数列とする。正の定数 λ と α で
{\displaystyle \lim _{n\to \infty }{\frac {|{p}_{n+1}-p|}{|{p}_{n}-p|^{\alpha }}}=\lambda }
を満たすものが存在するならば、(pn)0≤n<∞ は p に α のオーダーで、漸近誤差定数 λ で収束する。
函数 f(x) = x の不動点 p の収束性の判定に有用なリストが存在する
。
1. 最初に f(p) = p であることを調べる。
2. 一次収束について確認する。まず |f′(p)| を求めて、
  - 0 < |f′(p)| ≤ 1 ならば 一次収束する。
  - 1 < |f′(p)| ならば発散する。
  - 0 =  |f′(p)| ならば少なくとも一次収束するがもっとよいオーダーかもしれないので二次収束について確認する。
3. 二次収束について確認する。まず |f′′(p)| を求めて、
  - |f′′(p)| ≠ 0 ならば、二次収束し f′′(p) は連続である。
  - |f′′(p)| = 0 ならば、二次収束よりもさらに何かよい収束性を示す。
  - |f′′(p)| が存在しないならば、一次収束よりはよいが二次までは行かない収束をする。

## 応用
多くの分野で、平衡や安定性は不動点の言葉で記述することができる基本概念である。たとえば、経済学でゲームのナッシュ均衡はそのゲームの最適応答対応の不動点である。
コンパイラにおいて不動点計算は、しばしばコードの最適化を行うことが求められるプログラム解析全般にわたって用いられる。すべてのウェブページのページランクの値からなるベクトルはWWW のリンク構造から導かれる線型変換の不動点である。
論理学者ソール・クリプキは自身の有力な真理の理論において不動点を活用した。彼が示したのは、「真理」を語が新たに発生しない言語の断片から再帰的に定義して、新たに矛盾のない文章が獲得される過程が停止するまで続ける（これは可算無限回の段階を踏むことになるかもしれない）ことによって、人は如何にして部分的に定められた真理を叙述するかということであった（「この文は間違っている」というような問題のある文に対しては曖昧にしたままである）。つまり、言語 L に対して L′ を、L 内の各文 S に対して「S は正しい」という文を L に付け加えることによって生成される言語とする。L′ が L と一致するときが不動点に到達したときである。この点にあっても、「この文は間違っている」といったような文の真偽は定められていないまま残っている。そしてクリプキに従えば、この理論はそれ自身の真理の叙述を含む自然言語にとって適したものであるというのである。